# Isabelle Privé
Isabelle Privé, née le 8 juin 1972 à Charleroi est une femme politique belge wallonne, membre du PS.

## Fonctions politiques
- Conseillère communale de Lessines
- Conseillère provinciale province de Hainaut
- Echevine à Lessines
- Députée fédérale du 25 juin 2009 au 17 juillet 2009, en remplacement de Marie Arena.